# Един дребен, дребен буржоа
„Един дребен, дребен буржоа“ (на италиански: Un borghese piccolo piccolo) е италиански трагикомичен филм от 1977 година на режисьора Марио Моничели с участието на Алберто Сорди и Шели Уинтърс.

## Сюжет
Джовани Вивалди в навечерието на пенсионирането си се стреми да уреди сина си Марио за престижна работа в собствената му държавна служба, и е готов на всяко унижение. За да направи изгодни познанства, Вивалди въвежда сина си в масонската ложа (против волята на майка му). В деня на държавния тест за държавни служители Марио умира ударен от случаен куршум на улицата, изстрелян от млад престъпник, ограбил банка. Съпругата на Джовани, домакиня Амалия научава за инцидента по телевизията и получава тежък инсулт, който я парализира и ѝ отнема говора, тя е безмълвна и води вегетативен живот. Джовани, който успява да разпознае лицето на убиеца в полицията, е изпълнен с желание да отмъсти за сина. Той проследява и отвлича убиеца, отвежда го в отдалечената му вила, връзва го за стол и го оставя да се мъчи, като в крайна сметка младежът умира. В службата Джовани Вивалди е пенсиониран и получава подобаваща пенсия, но един ден след това умира съпругата му. Изглежда Джовани е готов да стане тих пенсионер, но неочаквана след улично сперчкване с младеж, който прилича на убиеца на сина му, очевидно, отново ще превърне мирянина в убиец.

## В ролите
| Изпълнител                | Роля                |
| ------------------------- | ------------------- |
| Алберто Сорди             | Джовани Вивалди     |
| Шели Уинтърс              | Амалия Вивалди      |
| Винченцо Крочити          | Марио Вивалди       |
| Ромоло Вали               | Д-р Спациани        |
| Ренцо Карбони             | убиецът             |
| Енрико Беруски            | Тоти                |
| Еторе Гарофоло            | Млад мъж на улицата |
| Франческа Д’Ада Салватера | камео               |

## Награди и номинации
- 1977 Награда „Давид на Донатело“ за най-добър филм [2]
- 1977 Награда „Давид на Донатело“ за най-добър режисьор (Марио Моничели) [2]
- 1977 Награда „Давид на Донатело“ за най-добър актьор (Алберто Сорди) [2]